# Рабочая партия Ирландии
Рабо́чая па́ртия Ирла́ндии (ирл. Páirtí na nOibrithe, англ. Workers' Party of Ireland) — ирландская левая республиканская политическая партия, действующая на всей территории острова Ирландия. Ведёт свою историю от Шинн Фейн, основанной в 1905 году, отделилась в 1970 году (Sinn Féin The Workers' Party) и взяла текущее название в 1982 году.

## История
Рабочая партия Ирландии образовалась в результате раскола 1970 году под названием «Официальная Шинн Фейн» (в противовес «Временной Шинн Фейн», отстаивавшей противоположную точку зрения на организационное строительство и методы борьбы). «Официальная» фракция (в Шинн Фейн и ИРА как её боевом крыле) заняла антиабсентеистскую позицию, а также призвала к отходу от террористических атак в пользу организованной политической борьбы за объединение острова и социалистическую революцию, тогда как «временное» (которое ныне обычно и фигурирует под названием Шинн Фейн) продолжало отдавать предпочтение вооружённым методам перед политическим действием. В результате, образованная в качестве независимой силы «Официальная Шинн Фейн» потеснила Коммунистическую партию Ирландии как ведущая марксистско-ленинская партия острова.

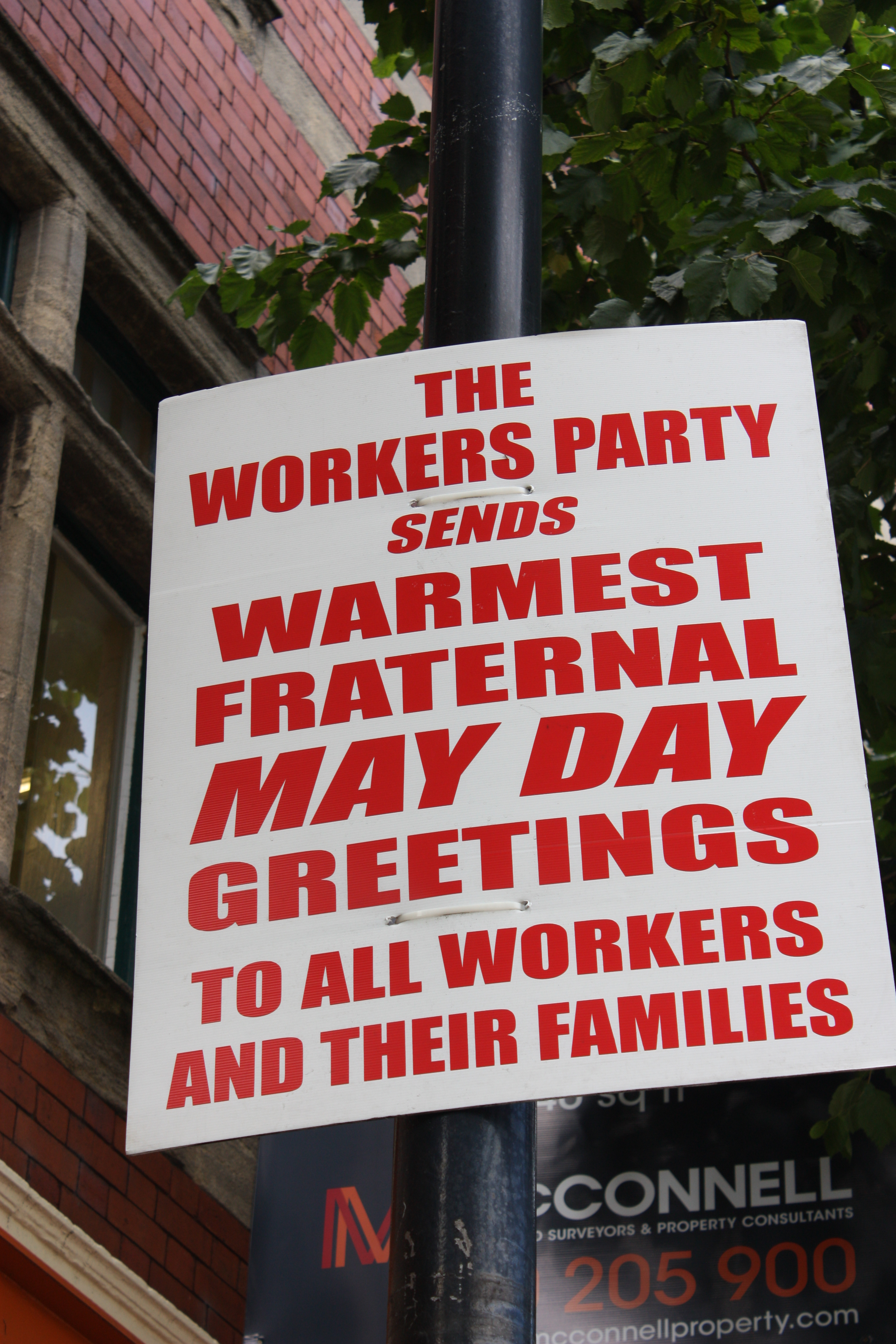
Рабочая партия поздравляет с Первомаем

В 1977 году был опубликован программный документ «Ирландская промышленная революция», в котором провозглашалось, что это буржуазия отвлекает пролетариат на «мифический национальный вопрос», а Ирландией правит американский империализм. В том же году название было изменено на «Шинн Фейн — Рабочая партия», а в 1982 году — на просто «Рабочая партия». Она также стала последовательной противницей политического насилия (и даже выступила против голодовки 1981 года).
Параллельно росли её успехи в легальной политике: в 1981 году она впервые попала в парламент с одним депутатом (Джо Шерлоком), в 1982 году их число возросло до 3, а в 1987 — до 4. На парламентских выборах 1989 года она получила 5 % голосов и провела 7 депутатов в Дойл Эрен. На выборах в Европарламент в том же году от Рабочей партии по Дублину прошёл её лидер Пройншиас де Росса (всего у партии было 7,7 % голосов). Ныне, впрочем, влияние партии ощущается всё меньше — и то преимущественно в её последнем оплоте, Уотерфорде: в 2014 году РПИ не прошла в местный совет, но в 2017 году к ней присоединился один из местных депутатов; партия также располагает представителями в советах Корка и Дублина.
От самой Рабочей партии Ирландии, в свою очередь, откололись ещё две партии — в 1974 году более радикальная Ирландская республиканская социалистическая партия (название отсылает к существовавшей в начале XX века Ирландской социалистической республиканской партия Джеймса Коннолли), а в 1992 году более умеренная «Демократическая левая» («Демократические левые», Democratic Left).
Во время голосования за Лиссабонский договор в 2009 году Рабочая партия призывала отвергнуть этот проект на референдуме.
Партия выпускает журнал Look Left. Первоначально задуманный как простая партийная газета, Look Left был перезапущен в марте 2010 года как журнал в более широком левом стиле, но по-прежнему с эмблемой Рабочей партии. Он распространяется членами партии и сторонниками, а также продается рядом розничных продавцов.

### Раскол партии в 1992 году
В 1992 году, после краха коммунизма в Восточной Европе, часть руководства партии, включая лидера Де Россу, выступало за принятие рыночной экономики и отказ от марксизма. Против выступил только бывший руководитель партии и бывший боец ИРА Томас Мак Джолла. В это же время в СМИ стали появляться обвинения в отношении продолжения существования Официальной ИРА, которая, как утверждалось, оставалась вооруженной и участвовала в грабежах для сбору средств, отмывании денег и других формах преступности. Де Росса и его сторонники стремились дистанцироваться от предполагаемой военизированной деятельности. Сторонники Де Россы попытались избрать временный исполнительный совет из 11 человек и изменить устав партии, однако им не удалось набрать необходимые две трети голосов партийцев. В результате того, что конференция не смогла принять предложение, Де Росса и его сторонники откололись от организации и основали новую партию, которая была временно известна как «Новая повестка дня», прежде чем было принято постоянное название «Демократические левые».
В южной части Ирландии лишь один из семи делегатов в Палате представителей остался в партии и по итогам выборов 1992 года партия потеряла представительство в парламенте. На Севере, до раскола 1992 года, в партии было четыре члена совета – Том Френч остался в партии, Джерри Каллен (Данганнон) и Шеймус Линч (Белфаст) присоединились к «Новой повестке дня» / «Демократическим левым», а Дэвид Кеттилс баллотировался на последующих выборах в Фермане как независимый или прогрессивный социалист.
В новую партию ушло большинство руководителей Рабочей партии, однако большинство рядовых членов остались. Шон Гарланд осудил тех, кто откололся, как "карьеристов" и социал- демократов.

### Раскол партии в 2021 году
В 2021 году на ежегодной конференции партия проголосовала за исключение своего единственного избранного представителя Теда Тайнана, что вызвало недовольство у части членов. В ответ они созвали экстренное общее собрание, на котором выдвинули вотум недоверия президенту партии Майклу Доннелли и выбрали Тайнана его преемником. Фактически была создана параллельная структура под тем же названием. Майкл Маккорри, который был генеральным секретарем, стал президентом фракции Доннелли, а Тайнан - президентом отколовшейся фракции. The Belfast Telegraph также сообщила об этой истории в апреле 2021 года и предположила, что одна фракция пыталась исключить Тайнана на том основании, что он не заплатил свой членский взнос за тот год. Однако Тайнан сказал Belfast Telegraph, что, по его мнению, фактическим основанием для его исключения было то, что новая группа членов, которые хотели продвинуть партию к более ирландским республиканским позициям, таким как поддержка референдума о воссоединении Ирландии, пыталась вытолкнуть его из организации. Исторически Рабочая партия выступала против пограничного опроса на том основании, что он был бы "сектантским" и противопоставлял националистов юнионистам, и вместо этого утверждала, что решением для Северной Ирландии было бы объединение обеих групп под знаменем интернационалистического социализма. Тайнан и его сторонники стремятся сохранить старую позицию.
В 2023 году партия под руководством Доннели и Маккорри подписала «Парижскую декларацию» Всемирной антиимпериалистической платформы. А партия под руководством Тайнана стала одним из учредителей Европейского коммунистического действия. Две эти международные организации занимают принципиально отличающиеся оценки войны в Украине.